# Summer Series M-20 2022
El Six Nations U20 Summer Series 2022 fue un torneo de rugby juvenil en el que participaron los seleccionados pertenecientes al Seis Naciones M20 más los seleccionados de Georgia y Sudáfrica.
El torneo se disputó entre el 24 de junio y 12 de julio en las ciudades de Treviso y Verona en Italia.

## Desarrollo

### Grupo A
| Pos. | Equipo     | Encuentros | Encuentros | Encuentros | Encuentros | Tantos  | Tantos    | Tantos     | Puntos Bonus | Puntos Totales |
| Pos. | Equipo     | jugados    | ganados    | empatados  | perdidos   | a favor | en contra | diferencia | Puntos Bonus | Puntos Totales |
| ---- | ---------- | ---------- | ---------- | ---------- | ---------- | ------- | --------- | ---------- | ------------ | -------------- |
| 1    | Sudáfrica  | 3          | 3          | 0          | 0          | 105     | 73        | +32        | 3            | 15             |
| 2    | Inglaterra | 3          | 1          | 0          | 2          | 87      | 87        | 0          | 3            | 7              |
| 3    | Francia    | 3          | 1          | 0          | 2          | 89      | 92        | -3         | 2            | 6              |
| 4    | Irlanda    | 3          | 1          | 0          | 2          | 82      | 111       | -29        | 1            | 5              |

| 24 de junio | Inglaterra | 22 - 30 | Sudáfrica |  |  |

| 24 de junio | Francia | 42 - 21 | Irlanda |  |  |

| 29 de junio | Francia | 20 - 29 | Inglaterra |  |  |

| 29 de junio | Irlanda | 24 - 33 | Sudáfrica |  |  |

| 5 de julio | Francia | 27 - 42 | Sudáfrica |  |  |

| 5 de julio | Irlanda | 37 - 36 | Inglaterra |  |  |

### Grupo B
| Pos. | Equipo  | Encuentros | Encuentros | Encuentros | Encuentros | Tantos  | Tantos    | Tantos     | Puntos Bonus | Puntos Totales |
| Pos. | Equipo  | jugados    | ganados    | empatados  | perdidos   | a favor | en contra | diferencia | Puntos Bonus | Puntos Totales |
| ---- | ------- | ---------- | ---------- | ---------- | ---------- | ------- | --------- | ---------- | ------------ | -------------- |
| 1    | Gales   | 3          | 3          | 0          | 0          | 98      | 59        | +39        | 2            | 14             |
| 2    | Italia  | 3          | 2          | 0          | 1          | 90      | 56        | +34        | 3            | 11             |
| 3    | Georgia | 3          | 1          | 0          | 2          | 98      | 83        | +15        | 2            | 6              |
| 4    | Escocia | 3          | 0          | 0          | 3          | 46      | 134       | -88        | 0            | 0              |

| 25 de junio | Escocia | 15 - 45 | Gales |  |  |

| 25 de junio | Italia | 36 - 19 | Georgia |  |  |

| 30 de junio | Gales | 30 - 24 | Georgia |  |  |

| 30 de junio | Escocia | 14 - 34 | Italia |  |  |

| 6 de julio | Escocia | 17 - 55 | Georgia |  |  |

| 6 de julio | Gales | 23 - 20 | Italia |  |  |

### Fase final

#### Séptimo puesto
| 12 de julio | Irlanda | 41 - 24 | Escocia |  |  |

#### Quinto puesto
| 12 de julio | Francia | 44 - 17 | Georgia |  |  |

#### Tercer puesto
| 12 de julio | Inglaterra | 31 - 38 | Italia |  |  |

#### Final
| 12 de julio | Sudáfrica | 47 - 27 | Gales |  |  |

| Bandera de Sudáfrica |
| Campeón Sudáfrica    |